# Utatane Piko
Utatane Piko (歌手音ピコ?) es el primer personaje y banco de voz de Vocaloid de Sony Music Distribution. Fue desarrollado y es distribuido por Ki/oon Records Inc. Fue publicado para ser usado con el motor Vocaloid2 en diciembre de 2010.
Su apellido, "Utatane" significa literalmente "sonido del cantante", mientras que "Piko" es el nombre de un popular cantante de Nico Nico Douga llamado Piko (quien también es su proveedor de voz), es decir que su nombre significa "sonido del cantante Piko".
Actualmente su Banco de voz permite alcanzar escalas masculinas como femeninas con mucha facilidad siendo fácil de manejar y una voz bastante versátil.[cita requerida]

## Historia
Piko fue publicado el 8 de diciembre de 2010, a un precio de ¥15,750. Una versión demo gratuita fue lanzada el 1 de diciembre. El mismo día que la versión demo fue publicada, Sony demandó que todos los contenidos hechos con esa versión fuesen quitados de internet, sean para uso comercial o no.

## Versión demo
La demo permite a los usuarios evaluar el banco de voz por un máximo de cinco días. Los archivos VSQ no se podían guardar (aunque también había formas de evitar esto) y el formato único salvable era .wav.
La versión de prueba tenía dificultades de sincronización y carga de archivos de VSQ que otros Vocaloids y no se correspondían tan perfectamente como uno espera. En algunas notas, Piko canta demasiado rápido, mientras que en otras demasiado lentos. También está sujeto a problemas de pronunciación, con resultados ligeramente amortiguados sin retoques en algunas notas.
Sony también limitó las subidas a Internet de archivos hechos con la versión de prueba, por lo tanto no se le puede utilizar en la misma forma que su versión completa.

## Características de su diseño
- El peinado de Utatane Pikko es casi idéntico al peinado de Piko (su proveedor de voz), la única diferencia es un ahoge (mechón de pelo que sobresale) en la parte superior de la cabeza que tiene la forma de la letra "P". El color del pelo blanco es probablemente inspirado en obras de arte representados del cantante en internet.
- Su vestimenta está inspirada en una guitarra.
- Los ojos Piko y su color son destacables. Algunos creen que es Iridum Heterocromía porque su ojo izquierdo es azul y su ojo derecho es verde.